# Spider Bennett
Willis "Spider" Bennett (Lakewood, Nueva Jersey, 4 de agosto de 1943) es un exjugador de baloncesto estadounidense que disputó una temporada en la ABA, pasando el resto de su carrera en la EPBL. Con 1,91 metros de estatura, jugaba en la posición de base.

## Trayectoria deportiva

### Universidad
Jugó durante su etapa universitaria con los Universidad Winston-Salem State de la Universidad Estatal Winston-Salem, una universidad exclusiva para negros.

### Profesional
Tras no ser elegido en el Draft de la NBA, jugó dos temporadas en los Hartford Capitols de la EPBL, con los que disputó el All-Star Game en 1968, en el que fue elegido mejor jugador del partido.
En 1968 fichó por los Dallas Chaparrals de la ABA, con los que disputó 46 partidos, en los que promedió 7,7 puntos y 2,5 rebotes. Antes de acabar el año fue traspasado a los Houston Mavericks.
Tras su breve paso por la ABA, regresó a los Hartford Capitols, donde jugó tres temporadas más.

## Estadísticas de su carrera en la ABA

### Temporada regular
| Temporada | Edad | Equipo            | Liga | Pos. | P  | TIT | MIN  | TC  | TCA | %TC  | 3P  | 3PA | %3P  | 2P  | 2PA | %2P  | TL  | TLA | %TL  | R.OF. | R.DEF. | REB | ASIS | ROB | TAP | PER | FP  | PTS |
| 1968-69   | 25   | TOTAL             | ABA  | PG   | 59 |     | 16.8 | 2.5 | 6.5 | .382 | 0.1 | 0.4 | .240 | 2.4 | 6.1 | .392 | 2.4 | 3.7 | .648 | 1.1   | 1.4    | 2.5 | 1.4  |     |     | 2.5 | 2.8 | 7.5 |
| 1968-69   | 25   | Dallas Chaparrals | ABA  | PG   | 46 |     | 17.9 | 2.5 | 6.8 | .373 | 0.0 | 0.2 | .182 | 2.5 | 6.5 | .380 | 2.6 | 3.9 | .659 | 1.0   | 1.5    | 2.5 | 1.5  |     |     | 2.5 | 2.7 | 7.7 |
| 1968-69   | 25   | Houston Mavericks | ABA  | PG   | 13 |     | 13.1 | 2.4 | 5.7 | .419 | 0.3 | 1.1 | .286 | 2.1 | 4.6 | .450 | 1.7 | 2.8 | .595 | 1.4   | 1.2    | 2.5 | 1.2  |     |     | 2.4 | 3.1 | 6.8 |
| Total     |      |                   | ABA  |      | 59 |     | 16.8 | 2.5 | 6.5 | .382 | 0.1 | 0.4 | .240 | 2.4 | 6.1 | .392 | 2.4 | 3.7 | .648 | 1.1   | 1.4    | 2.5 | 1.4  |     |     | 2.5 | 2.8 | 7.5 |